# Børnenes U-landskalender
I 1962 begyndte Danmarks Radios Børne- og Ungdomsafdeling at producere "Børnenes Julekalender". En svensk idé, først udsendelser i radio (1957) og derefter fjernsynsudsendelser (1960). I Danmark startede man samtidigt med radio og TV. Fra 1977 ændredes navnet til Børnenes U-landskalender. Børnenes U-landskalender er et samarbejde mellem Danmarks Radio, danske børn, DANIDA og velgørenhedsorganisationer, med det formål at skaffe penge til projekter for børn i fattige lande, også kaldt et Uland - deraf navnet til kalenderen.

## Børnenes U-landskalender på DR
| Årstal | Titel                                                                          | Beskrivelse                                              | Medvirkende/Stemmer | Organisation                         | Land                                                 |
| ------ | ------------------------------------------------------------------------------ | -------------------------------------------------------- | --- | ------------------------------------ | ---------------------------------------------------- |
| 1962   | Historier fra hele verden                                                      | Dukker, film og kludeklip                                | Jørn Rose Lone Hertz Peter Kitter m.fl. |                                      |                                                      |
| 1963   | Nisserne Tim og Tam                                                            | Dukker                                                   | Jørn Rose Ole Søltoft |                                      |                                                      |
| 1964   | Bonus og Minus                                                                 | Dukker                                                   | Inger Rauf Klaus Scharling Nielsen Jørn Rose |                                      |                                                      |
| 1965   | Juleteatret - Kasper og Lisette                                                |                                                          | Inge Ketti Jørn Rose |                                      |                                                      |
| 1966   | Kaninen Langøre Hvordan man opdrager sine forældre Det store træ Jul på Skovly | Tegnefilm i 6 uds. Dukkefilm i 6 uds. Tegnefilm i 6 uds. | |                                      |                                                      |
| 1967   | Kender du Decembervej?                                                         | Dukkefilm                                                | Inge Ketti Jørn Rose |                                      |                                                      |
| 1968   | Besøg på Decembervej                                                           | Oplysning og dukkefilm                                   | Inge Ketti Jørn Rose Jesper Langberg Vigga Bro Preben Neergaard Birgit Zinn                                                                                      |                                      |                                                      |
| 1969   | De to i Ledvogterhuset                                                         |                                                          | Jens Okking Anne Marie Helger |                                      |                                                      |
| 1970   | Hvad en møller kan komme ud for, når der er nisser på loftet                   | Nissedukker og skuespiller                               | Jens Okking Birgit Brüel Peter Kitter m.fl. |                                      |                                                      |
| 1971   | Hos Ingrid og Lillebror                                                        | Bl.a. arkivfilm med Magnus Tagmus                        | Ingrid Skovgaard Bob Goldenbaum |                                      |                                                      |
| 1972   | Noget om nisser                                                                | Dukker                                                   | Ove Sprogøe Poul Thomsen Olaf Nielsen Vigga Bro |                                      |                                                      |
| 1973   | Vinterbyøster                                                                  | Dukker                                                   | Erik Paaske Jesper Klein Paul Hagen Jesper Langberg |                                      |                                                      |
| 1974   | Jullerup Færgeby                                                               | Dukker                                                   | Claus Ryskjær Jesper Klein Sanne Brüel Hanne Willumsen Poul Thomsen m.fl.                                                                                        |                                      |                                                      |
| 1975   | Vumserne og Juleforberedelserne                                                | Dukkefilm samt ramme med skuespillere                    | Jytte Abildstrøm Hans Chr. Ægidius |                                      |                                                      |
| 1976   | Vinterbyøster                                                                  | Genudsendelse fra 1973                                   | Se tidligere |                                      |                                                      |
| 1977   | Kikkebakke Boligby                                                             | Dukker                                                   | Frits Helmuth Susse Wold Hanne Willumsen Jesper Klein Olaf Ussing Lily Broberg m.fl.                                                                             |                                      |                                                      |
| 1978   | Fru Pigalopp og juleposten                                                     | Tegninger                                                | Ove Sprogøe |                                      |                                                      |
| 1979   | Jul i Gammelby                                                                 | Første Julekalender, med udelukkende skuespillere.       | Lars Lohmann Lene Maimu Ove Sprogøe Karen Lykkehus Poul Glargaard                                                                                                |                                      |                                                      |
| 1980   | Mumidalen og Jul og grønne skove                                               | Figurer og dukker samt ramme med Hullet i jorden         | Poul Nesgaard Elith Nykjær Jørgensen Jessie Rindom Allan Olsen m.fl.                                                                                             |                                      |                                                      |
| 1981   | Torvet                                                                         |                                                          | Poul Reichhardt Birgit Zinn Olaf Nielsen Jens Østerholm Alf Lassen Maria Stenz Finn Rye Petersen m.fl.                                                           |                                      |                                                      |
| 1982   | Jullerup Færgeby og Avisen                                                     | Genudsendelse af Jullerup Færgeby fra 1974               | Jesper Klein |                                      |                                                      |
| 1983   | Jul i Gammelby                                                                 | Genudsendelse fra 1979                                   | Se tidligere |                                      |                                                      |
| 1984   | Nissebanden                                                                    |                                                          | Flemming Jensen Arne Hansen Kirsten Peüliche Lars Knutzon Kirsten Lehfeldt Hans Dal m.fl.                                                                        |                                      |                                                      |
| 1985   | Eldorado for dyr og Kikkebakke Boligby                                         | Genudsendelse af Kikkebakke Boligby                      | Søren Østergaard Pia Rosenbaum Kirsten Rolffes Finn Nielsen Kjeld Nørgaard m.fl.                                                                                 |                                      |                                                      |
| 1986   | Jul på Slottet                                                                 |                                                          | Morten Grunwald Lily Weiding Ole Thestrup Ellen Winther Lembourn Allan Olsen Finn Nielsen Waage Sandø m.fl.                                                      |                                      |                                                      |
| 1987   | Torvet og Børnenes Julekalender i 25 år (kalenderkavalkade)                    | Genudsendelser                                           | Se tidligere |                                      |                                                      |
| 1988   | Cirkus Julius                                                                  |                                                          | Hugo Øster Bendtsen Annegine Federspiel Henrik Svane Lisbeth Gajhede Margrethe Koytu Peter Hesse Overgaard m.fl.                                                 |                                      |                                                      |
| 1989   | Nissebanden i Grønland                                                         |                                                          | Flemming Jensen Arne Hansen Kirsten Peüliche Finn Nielsen Ann Hjort Christoffer Bro Terese Damsholt Hans Dal m.fl.                                               |                                      |                                                      |
| 1990   | Jullerup Færgeby og Avisen                                                     | Genudsendelser                                           | Se tidligere | Nepenthes                            | Miljø-lejrskole i Costa Rica, bevaring af regnskoven |
| 1991   | Jul på Slottet                                                                 | Genudsendelse                                            | Se tidligere |                                      | Uganda                                               |
| 1992   | Nissebanden                                                                    | Genudsendelse                                            | Se tidligere |                                      | Nepal                                                |
| 1993   | Nissebanden i Grønland                                                         | Genudsendelse                                            | Se tidligere |                                      | Guatemala                                            |
| 1994   | Jul i Gammelby                                                                 | Genudsendelse                                            | Se tidligere | Ghana Venskabsgrupperne              | Børn i det nordlige Ghana                            |
| 1995   | Hallo det er jul                                                               |                                                          | Birgit Sadolin Henrik Koefoed Kjeld Nørgaard Aksel Erhardsen Ejnar Hans Jensen Cyron Bjørn Melville Jarl Forsman Søren Elung Jensen m.fl.                        |                                      | Vietnam                                              |
| 1996   | Bamses Julerejse                                                               |                                                          | Lars Bom Brian Patterson Joan Bentsen Søren Hauch-Fausbøll Alberte Winding Aske Bentzon Ulrik Cold                                                               |                                      | Mexico                                               |
| 1997   | Jullerup Færgeby og Avisen (genudsendelser) Den hemmelige tunnel               |                                                          | Morten Suurballe Iben Hjejle Holger Juul Hansen Niels Ellegaard John Batz Sofie Stougaard m.fl.                                                                  |                                      | Malawi                                               |
| 1998   | Jul på Slottet                                                                 | Genudsendelse                                            | Se tidligere | PTU                                  | Genoptræning af handicappede børn (Filippinerne)     |
| 1999   | Bamses Julerejse                                                               | Genudsendelse                                            | Se tidligere | Folkekirkens Nødhjælp                | Gadebørn fra Honduras (Costa Rica)                   |
| 2000   | Jul på Kronborg                                                                |                                                          | Lars Knutzon Anders Baggesen Max Hansen Jr. Klaus Bondam Jesper Asholt Anders Bircow m.fl.                                                                       | U-landsorganisationen IBIS           | Børneradio i Mozambique                              |
| 2001   | Nissebanden                                                                    | Genudsendelse                                            | Se tidligere | Røde Kors                            | Skoleprojekt i Laos                                  |
| 2002   | Nissebanden i Grønland                                                         | Genudsendelse                                            | Se tidligere | Caritas-Danmark                      | Indianske børn i Bolivia                             |
| 2003   | Nissernes Ø                                                                    |                                                          | Flemming Jensen Trine Gadeberg Søren Pilmark Pia Rosenbaum Roger Matthisen Niels Olsen Christoffer Bro Jesper Klein Mick Øgendahl Søs Egelind Jan Gintberg m.fl. | CARE Danmark                         | Ørkenbørn i Niger                                    |
| 2004   | Jul på Kronborg                                                                | Genudsendelse                                            | Se tidligere | Red Barnet                           | Børnearbejdere i Bangladesh                          |
| 2005   | Bamses Julerejse                                                               | Genudsendelse                                            | Se tidligere | DANIDA                               | Flygtningebørn fra Burma                             |
| 2006   | Absalons hemmelighed                                                           |                                                          | Sarah Juel Werner Ellen Hillingsø Henrik Prip Claus Bue Mikkel Vadsholt Sarah Boberg Ali Kazim Lars Lohmann m.fl.                                                | AC Børnehjælp, DANIDA                | Byggeri af skoler i Etiopien                         |
| 2007   | Jul i Svinget                                                                  | Norsk                                                    | | DANIDA                               | Orkanramte mayabørn i Guatemala                      |
| 2008   | Nissernes Ø                                                                    | Genudsendelse                                            | Se tidligere |                                      | Unicef Danmark. Skolegang til karamojong-børn.Uganda |
| 2009   | Pagten                                                                         |                                                          | Benjamin Engell Karla Løkke Lars Ranthe Laus Høybye Signe Egholm Olsen Trine Appel m.fl.                                                                         |                                      | OVE Miljøundervisning til slum-børn Kenya            |
| 2010   | Absalons hemmelighed                                                           | Genudsendelse                                            | Se tidligere | DANIDA                               | Papua i Indonesien                                   |
| 2011   | Nissebanden i Grønland                                                         | Genudsendelse                                            | Se tidligere |                                      | Børneklubber i Sierra Leone                          |
| 2012   | Julestjerner                                                                   | Optaget omkr. Brorfelde (af Wikke og Rasmussen)          | Rasmus Bjerg Shirley Nova Rokaheim Møller Troels Lyby Birthe Neumann Caroline Henderson Jimmy Jørgensen Daimi Gentle Vigga Bro m.fl.                             | U-landsorganisationen IBIS, DANIDA   | Skoler i Ghana                                       |
| 2013   | Pagten                                                                         | Genudsendelse fra 2009                                   | Se tidligere | DANIDA, Dansk Flygtningehjælp        | Myanmar                                              |
| 2014   | Tidsrejsen                                                                     |                                                          | Bebiane Ivalo Kreutzmann Lars Knutzon Hannibal Harbo Rasmussen Kurt Ravn Stine Stengade Søren Pilmark Karen-Lise Mynster Sigurd Holmen Le Dous                   | DANIDA, Plan                         | Zambia                                               |
| 2015   | Absalons hemmelighed                                                           | Genudsendelse                                            | Se tidligere | DANIDA, Care                         | Nepal                                                |
| 2016   | Den Anden Verden                                                               |                                                          | Rosalinde Mynster Molly Blixt Egelind Caroline Vedel Fanny Bornedal Andreas Jessen Lars Brygmann m.fl.                                                           | DANIDA, SOS Børnebyerne              | Tanzania                                             |
| 2017   | Snefald                                                                        | Norsk                                                    | | Oxfam IBIS’ projekt mod børnearbejde | Burkina Faso                                         |
| 2018   | Theo & Den Magiske Talisman                                                    |                                                          | | De syriske flygtningebørn            | Jordan                                               |
| 2019   | Julestjerner                                                                   | Genudsendelse                                            | Se tidligere |                                      | Bangladesh                                           |
| 2020   | Julefeber                                                                      |                                                          | |                                      | Etiopien                                             |
| 2021   | Tidsrejsen                                                                     | Genudsendelse                                            | Se tidligere |                                      | Kenya                                                |
| 2022   | Julehjertets hemmelighed                                                       |                                                          | Karla Larsen Moltsen Esben Dalgaard Andersen Mia Lyhne Ditte Ylva Olsen Lise Baastrup Vigga Bro Anders Brink Madsen Roberta Reichhardt                           | Børnereportere                       | Tunesien                                             |
| 2023   | Det magiske tivolitheater                                                      | Norsk                                                    | |                                      | Sierra Leone                                         |
| 2024   | Tidsrejsen 2                                                                   |                                                          | |                                      | Uganda                                               |